# Championnat du Pérou de football 1986
Navigation
Saison précédente Saison suivante
La saison 1986 du Championnat du Pérou de football est la cinquante-huitième édition du championnat de première division au Pérou. La compétition regroupe trente équipes du pays et se déroule en trois phases et deux tournois.
La première voit les équipes réparties en quatre poules régionales (Metropolitano, Nord, Centre et Sud) où les clubs se rencontrent trois fois (deux fois pour les clubs de la poule Metropolitano). Les meilleures formations de chaque secteur se qualifient pour la Liguilla Regional et le Torneo Descentralizado, les deux compétitions au niveau national.
La deuxième phase est la Liguilla Regional, qui est disputée par les onze meilleures équipes de première phase. Cette Liguilla est jouée sous forme de coupe, avec match à élimination directe. L'équipe qui remporte la Liguilla Regional se qualifie pour la finale nationale pour le titre et obtient également son billet pour la prochaine Copa Libertadores.
La troisième phase est le Torneo Descentralizado. Les dix-huit meilleures équipes de première phase sdont réparties en trois poules où elles se rencontrent deux fois, à domicile et à l'extérieur. À l'issue du tournoi, les deux premiers de chaque groupe disputent la Liguilla. Le vainqueur de cette Liguilla se qualifie pour la finale nationale et la Copa Libertadores.
C'est le club de San Agustín, vainqueur de la Liguilla Regional, qui remporte le championnat après avoir battu l'Alianza Lima (vainqueur du Torneo Descentralizado) lors de la finale nationale. C'est le tout premier titre de champion du Pérou de l'histoire du club.

## Compétition
Le barème utilisé pour établir les différents classements est le suivant :
- Victoire : 2 points
- Match nul : 1 point
- Défaite, forfait ou abandon : 0 point

### Première phase

#### Metropolitano
| Rang | Équipe                      | Pts | J  | G  | N | P  | Bp | Bc | Diff |
| ---- | --------------------------- | --- | -- | -- | - | -- | -- | -- | ---- |
| 1    | Sporting Cristal            | 33  | 22 | 12 | 9 | 1  | 34 | 17 | +17  |
| 2    | Alianza Lima                | 28  | 22 | 12 | 4 | 6  | 30 | 14 | +16  |
| 3    | San Agustín                 | 28  | 22 | 12 | 4 | 6  | 30 | 20 | +10  |
| 4    | Deportivo Municipal         | 27  | 22 | 12 | 3 | 7  | 33 | 21 | +12  |
| 5    | Universitario de Deportes T | 26  | 22 | 9  | 8 | 5  | 24 | 19 | +5   |
| 6    | Octavio Espinosa            | 23  | 22 | 8  | 7 | 7  | 17 | 16 | +1   |
| 7    | Juventud La Palma           | 21  | 22 | 8  | 5 | 9  | 25 | 30 | -5   |
| 8    | Unión Huaral                | 18  | 22 | 6  | 6 | 10 | 24 | 30 | -6   |
| 9    | Sport Boys                  | 18  | 22 | 6  | 6 | 10 | 21 | 29 | -8   |
| 10   | Juventud La Joya            | 15  | 22 | 4  | 7 | 11 | 20 | 30 | -10  |
| 11   | Guardia Republicana         | 15  | 22 | 5  | 5 | 12 | 18 | 29 | -11  |
| 12   | Colegio Nacional Iquitos    | 12  | 22 | 2  | 8 | 12 | 14 | 35 | -21  |

|  | Qualification pour la Liguilla Regional      |
|  | Qualification pour le Torneo Descentralizado |
|  | Participation au barrage de qualification    |
|  | T : Tenant du titre                          |

#### Nord
| Rang | Équipe                           | Pts | J  | G  | N | P | Bp | Bc | Diff |
| ---- | -------------------------------- | --- | -- | -- | - | - | -- | -- | ---- |
| 1    | Universidad Técnica de Cajamarca | 22  | 15 | 10 | 2 | 3 | 31 | 11 | +20  |
| 2    | Hungaritos Agustinos             | 18  | 15 | 7  | 4 | 4 | 20 | 14 | +6   |
| 3    | Atlético Grau                    | 16  | 15 | 4  | 8 | 3 | 8  | 13 | -5   |
| 4    | Los Espartanos                   | 13  | 15 | 4  | 5 | 6 | 14 | 23 | -9   |
| 5    | Carlos A. Mannucci               | 12  | 15 | 3  | 6 | 6 | 9  | 16 | -7   |
| 6    | Atlético Torino                  | 9   | 15 | 3  | 3 | 9 | 17 | 22 | -5   |

|  | Qualification pour la Liguilla Regional      |
|  | Qualification pour le Torneo Descentralizado |
|  | Participation au barrage de qualification    |

#### Centre
| Rang | Équipe                     | Pts | J  | G | N | P | Bp | Bc | Diff |
| ---- | -------------------------- | --- | -- | - | - | - | -- | -- | ---- |
| 1    | Deportivo Pucallpa         | 20  | 15 | 9 | 2 | 4 | 20 | 15 | +5   |
| 2    | Asociación Deportiva Tarma | 18  | 15 | 7 | 4 | 4 | 21 | 13 | +8   |
| 3    | Defensor ANDA              | 17  | 15 | 7 | 3 | 5 | 18 | 18 | 0    |
| 4    | Unión Minas                | 16  | 15 | 5 | 6 | 4 | 18 | 15 | +3   |
| 5    | León de Huánuco            | 10  | 15 | 3 | 4 | 8 | 12 | 19 | -7   |
| 6    | Deportivo Junín            | 9   | 15 | 2 | 5 | 8 | 8  | 17 | -9   |

|  | Qualification pour la Liguilla Regional      |
|  | Qualification pour le Torneo Descentralizado |
|  | Participation au barrage de qualification    |

#### Sud
| Rang | Équipe              | Pts | J  | G  | N | P | Bp | Bc | Diff |
| ---- | ------------------- | --- | -- | -- | - | - | -- | -- | ---- |
| 1    | FBC Melgar          | 26  | 15 | 12 | 2 | 1 | 24 | 6  | +18  |
| 2    | Cienciano del Cusco | 16  | 15 | 6  | 4 | 5 | 21 | 16 | +5   |
| 3    | Coronel Bolognesi   | 15  | 15 | 5  | 5 | 5 | 17 | 15 | +2   |
| 4    | Alfonso Ugarte      | 15  | 15 | 4  | 7 | 4 | 15 | 15 | 0    |
| 5    | Mariscal Nieto      | 10  | 15 | 3  | 4 | 8 | 8  | 13 | -5   |
| 6    | Atlético Huracán    | 8   | 15 | 1  | 6 | 8 | 7  | 27 | -20  |

|  | Qualification pour la Liguilla Regional   |
|  | Participation au barrage de qualification |

#### Barrages de qualification
Trois clubs du groupe Metropolitano et un de chaque autre groupe disputent un barrage pour déterminer les trois derniers qualifiés pour le Torneo Descentralizado. Les barrages se jouent sous forme de matchs aller-retour. L'écart du score n'est pas prise en compte dans les critères de qualification, seule la victoire est comptabilisée.
| Équipe 1          | Résultat      | Équipe 2       | Aller | Retour |
| ----------------- | ------------- | -------------- | ----- | ------ |
| Sport Boys        | 2 - 2 8-7 tab | Los Espartanos | 0 - 0 | 1 - 1  |
| Union Huaral      | 2 - 2 2-3 tab | Union Minas    | 4 - 1 | 0 - 4  |
| Juventud La Palma | 2 - 2 3-2 tab | Alfonso Ugarte | 1 - 0 | 0 - 3  |

### Liguilla Regional

#### Tour préliminaire
| Équipe 1                   | Résultat | Équipe 2             |
| -------------------------- | -------- | -------------------- |
| San Agustín                | 1 - 0    | Coronel Bolognesi    |
| Cienciano del Cusco        | 0 - 4    | Deportivo Municipal  |
| Asociación Deportiva Tarma | 0 - 2    | Hungaritos Agustinos |

|  | Quarts de finale                     | Quarts de finale                     | Quarts de finale                 | Quarts de finale                 |                  |                  | Demi-finales | Demi-finales | Demi-finales | Demi-finales |  |  | Finale | Finale | Finale | Finale |
|  |                                      |                                      |                                  |                                  |                  |                  |              |              |              |              |  |  |        |        |        |        |
|  |                                      |                                      |                                  |                                  |                  |                  |              |              |              |              |  |  |        |        |        |        |
|  |                                      |                                      |                                  |                                  |                  |                  |              |              |              |              |  |  |        |        |        |        |
|  | Deportivo Pucallpa                   | Deportivo Pucallpa                   | 0                                | 0                                |                  |                  |              |              |              |              |  |  |        |        |        |        |
|  | Deportivo Pucallpa                   | Deportivo Pucallpa                   | 0                                | 0                                |                  |                  |              |              |              |              |  |  |        |        |        |        |
|  | San Agustín                          | San Agustín                          | 3                                | 3                                |                  |                  |              |              |              |              |  |  |        |        |        |        |
|  | San Agustín                          | San Agustín                          | 3                                | 3                                | San Agustín tab  | San Agustín tab  | 0 (4)        | 0 (4)        |              |              |  |  |        |        |        |        |
|  |                                      |                                      |                                  |                                  | San Agustín tab  | San Agustín tab  | 0 (4)        | 0 (4)        |              |              |  |  |        |        |        |        |
|  |                                      |                                      | Deportivo Municipal              | Deportivo Municipal              | 0 (3)            | 0 (3)            |              |              |              |              |  |  |        |        |        |        |
|  | FBC Melgar                           | FBC Melgar                           | Deportivo Municipal              | Deportivo Municipal              | 0 (3)            | 0 (3)            | 0 (3)        | 0 (3)        |              |              |  |  |        |        |        |        |
|  | FBC Melgar                           | FBC Melgar                           |                                  |                                  |                  |                  |              | 0 (3)        |              |              |  |  |        |        |        |        |
|  | Deportivo Municipal tab              | Deportivo Municipal tab              | 0 (4)                            | 0 (4)                            |                  |                  |              |              |              |              |  |  |        |        |        |        |
|  | Deportivo Municipal tab              | Deportivo Municipal tab              | 0 (4)                            | 0 (4)                            | San Agustín tab  | San Agustín tab  | 1 (3)        | 1 (3)        |              |              |  |  |        |        |        |        |
|  |                                      |                                      |                                  |                                  | San Agustín tab  | San Agustín tab  | 1 (3)        | 1 (3)        |              |              |  |  |        |        |        |        |
|  |                                      |                                      | Alianza Lima                     | Alianza Lima                     | 1 (1)            | 1 (1)            |              |              |              |              |  |  |        |        |        |        |
|  | Alianza Lima tab                     | Alianza Lima tab                     | Alianza Lima                     | Alianza Lima                     | 1 (1)            | 1 (1)            | 0 (4)        | 0 (4)        |              |              |  |  |        |        |        |        |
|  | Alianza Lima tab                     | Alianza Lima tab                     |                                  |                                  |                  |                  |              |              |              |              |  |  |        |        |        |        |
|  | Hungaritos Agustinos                 | Hungaritos Agustinos                 | 0 (2)                            | 0 (2)                            |                  |                  |              |              |              |              |  |  |        |        |        |        |
|  | Hungaritos Agustinos                 | Hungaritos Agustinos                 | 0 (2)                            | 0 (2)                            | Alianza Lima tab | Alianza Lima tab | 0 (4)        | 0 (4)        |              |              |  |  |        |        |        |        |
|  |                                      |                                      |                                  |                                  | Alianza Lima tab | Alianza Lima tab | 0 (4)        | 0 (4)        |              |              |  |  |        |        |        |        |
|  |                                      |                                      | Universidad Técnica de Cajamarca | Universidad Técnica de Cajamarca | 0 (3)            | 0 (3)            |              |              |              |              |  |  |        |        |        |        |
|  | Sporting Cristal                     | Sporting Cristal                     | Universidad Técnica de Cajamarca | Universidad Técnica de Cajamarca | 0 (3)            | 0 (3)            | 0 (0)        | 0 (0)        |              |              |  |  |        |        |        |        |
|  | Sporting Cristal                     | Sporting Cristal                     |                                  |                                  |                  |                  |              | 0 (0)        |              |              |  |  |        |        |        |        |
|  | Universidad Técnica de Cajamarca tab | Universidad Técnica de Cajamarca tab | 0 (3)                            | 0 (3)                            |                  |                  |              |              |              |              |  |  |        |        |        |        |
|  | Universidad Técnica de Cajamarca tab | Universidad Técnica de Cajamarca tab | 0 (3)                            | 0 (3)                            |                  |                  |              |              |              |              |  |  |        |        |        |        |
|  |                                      |                                      |                                  |                                  |                  |                  |              |              |              |              |  |  |        |        |        |        |

### Torneo Descentralizado

#### Groupe A
| Rang | Équipe                           | Pts | J  | G | N | P | Bp | Bc | Diff |
| ---- | -------------------------------- | --- | -- | - | - | - | -- | -- | ---- |
| 1    | Alianza Lima                     | 14  | 10 | 6 | 2 | 2 | 25 | 6  | +19  |
| 2    | Universidad Técnica de Cajamarca | 13  | 10 | 6 | 1 | 3 | 14 | 14 | 0    |
| 3    | Universitario de Deportes T      | 12  | 10 | 5 | 2 | 3 | 14 | 11 | +3   |
| 4    | Juventud La Palma                | 8   | 10 | 3 | 2 | 5 | 9  | 15 | -6   |
| 5    | Asociación Deportiva Tarma       | 8   | 10 | 3 | 2 | 5 | 8  | 14 | -6   |
| 6    | Coronel Bolognesi                | 5   | 10 | 2 | 1 | 7 | 6  | 16 | -10  |

|  | Qualification pour la Liguilla |

#### Groupe B
| Rang | Équipe               | Pts | J  | G | N | P | Bp | Bc | Diff |
| ---- | -------------------- | --- | -- | - | - | - | -- | -- | ---- |
| 1    | Deportivo Municipal  | 13  | 10 | 5 | 3 | 2 | 19 | 9  | +10  |
| 2    | San Agustín          | 13  | 10 | 4 | 5 | 1 | 11 | 4  | +7   |
| 3    | FBC Melgar           | 11  | 10 | 4 | 3 | 3 | 13 | 7  | +6   |
| 4    | Unión Minas          | 8   | 10 | 3 | 2 | 5 | 10 | 12 | -2   |
| 5    | Hungaritos Agustinos | 7   | 9  | 3 | 1 | 5 | 7  | 15 | -8   |
| 6    | Defensor ANDA        | 6   | 9  | 1 | 4 | 4 | 5  | 18 | -13  |

|  | Qualification pour la Liguilla |

#### Groupe C
| Rang | Équipe              | Pts | J  | G | N | P | Bp | Bc | Diff |
| ---- | ------------------- | --- | -- | - | - | - | -- | -- | ---- |
| 1    | Sporting Cristal    | 13  | 10 | 5 | 3 | 2 | 13 | 6  | +7   |
| 2    | Sport Boys          | 12  | 10 | 3 | 6 | 1 | 12 | 10 | +2   |
| 3    | Atlético Grau       | 10  | 10 | 3 | 4 | 3 | 13 | 11 | +2   |
| 4    | Octavio Espinosa    | 9   | 10 | 2 | 5 | 3 | 17 | 13 | +4   |
| 5    | Cienciano del Cusco | 8   | 10 | 3 | 2 | 5 | 11 | 18 | -7   |
| 6    | Deportivo Pucallpa  | 8   | 10 | 3 | 2 | 5 | 12 | 20 | -8   |

|  | Qualification pour la Liguilla |

#### Liguilla
| Rang | Équipe                           | Pts | J | G | N | P | Bp | Bc | Diff |
| ---- | -------------------------------- | --- | - | - | - | - | -- | -- | ---- |
| 1    | Alianza Lima                     | 9   | 5 | 4 | 1 | 0 | 9  | 1  | +8   |
| 2    | San Agustín                      | 6   | 5 | 3 | 0 | 2 | 6  | 3  | +3   |
| 3    | Deportivo Municipal              | 5   | 5 | 2 | 1 | 2 | 9  | 7  | +2   |
| 4    | Sport Boys                       | 5   | 5 | 2 | 1 | 2 | 7  | 8  | -1   |
| 5    | Sporting Cristal                 | 4   | 5 | 2 | 0 | 3 | 5  | 7  | -2   |
| 6    | Universidad Técnica de Cajamarca | 1   | 5 | 0 | 1 | 4 | 4  | 14 | -10  |

|  | Qualification pour la Copa Libertadores 1987 |

### Finale pour le titre
| 22 février 1987 | San Agustín | 1 - 0 | Alianza Lima | Estadio Nacional, Lima |  |
|                 |             |       |              |                        |  |

## Bilan de la saison
| Championnat du Pérou de football 1986 |                                                                        |
| Champion                              | San Agustín (1er titre)                                                |
| Qualifications continentales          |                                                                        |
| Copa Libertadores 1987                | San Agustín                                                            |
| Copa Libertadores 1987                | Alianza Lima                                                           |
| Promotions et relégations             |                                                                        |
| Promus en Primera División            | Octavio Espinosa Deportivo Cañaña Mina San Vicente Juvenil Los Angeles |
| Relégués en Segunda División          | Guardia Republicana Los Espartanos León de Huánuco Mariscal Nieto      |